# Nefise Özkal Lorentzen
Nefise Özkal Lorentzen (nascuda el 1964) és una cineasta i escriptora noruega d'origen turc. També és conferenciant a la Universitat Høgskolen i Inlandet.

## Carrera
Özkal Lorentzen ha dirigit sèries de televisió, curtmetratges i documentals durant els últims deu anys. Ha estat nominada i ha guanyat premis pel seu treball. Les seves pel·lícules s'han estrenat a diversos festivals de cinema, com ara el Festival de Cinema de Göteborg, l'IDFA i el Festival de Cinema de Rhode Island. El 2021, va dirigir la pel·lícula Seyran Ateş: Sex, Revolution and Islam, guanyadora del premi del públic al millor documental a la Fire!! Mostra Internacional de Cinema Gai i Lesbià. El 1999, Özkal Lorentzen va publicar una col·lecció de poemes anomenada På flukt fra eventyret.

## Filmografia
- Seyran Ateş: Sex, Revolution and Islam, documental, 2021 (direcció i guió)
- A Gift from Good, documental, 2019 (direcció)
- Those Who Love, curtmetratge, 2017 (direcció i guió)
- Manislam: Islam and Masculinity, documental, 2014 (direcció i guió)
- A Baloon to Allah, documental, 2011 (direcció i guió)
- Gender me, documental, 2008 (direcció i guió)
- Detektivklubben, sèrie de televisió, 2008 (direcció)
- I Have Two Countries, 2005 (direcció i guió)
- Samarthus, documental, 2004 (direcció)

## Llibres
- På flukt fra eventyret, dikt, 1999